# Rudolf Grewe
Rudolf Grewe (* 4. Oktober 1910 in Münster; † 26. Oktober 1968 in Borgdorf) war ein deutscher Chemiker und Hochschullehrer.

## Biographie
Grewe verbrachte seine Kindheit in Münster, wo er im Jahr 1929 sein Abitur erlangte. Anschließend schrieb er sich an der Universität Münster ein, wo er zunächst Vorlesungen in Mathematik besuchte. Nach einer großen Experimentalvorlesung in Chemie wechselte er das Studienfach, das er dann Ende 1931 mit dem ersten chemischen Verbandsexamen abschloss.
Als er sein zweites Verbandsexamen Anfang 1933 an der Universität Göttingen abgelegt hatte, bewarb er sich bei Adolf Windaus als Mitarbeiter mit dem Ziel der Anfertigung einer Doktorarbeit. Bereits Ende 1934 schrieb Grewe dann eine Dissertation „Über das antineuritische Vitamin (Vitamin B1)“ und wurde durch Adolf Windaus an der Universität Göttingen zum Dr. phil. promoviert.
Grewe beantragte am 12. Juli 1937 die Aufnahme in die NSDAP und wurde rückwirkend zum 1. Mai desselben Jahres aufgenommen (Mitgliedsnummer 4.788.779), ebenfalls 1937 schloss er sich der SA an. Während des Zweiten Weltkrieges war er ab 1941 Professor für Organische Chemie an der Reichsuniversität Straßburg.
Nach Kriegsende lehrte und forschte er ab 1948 an der Universität Kiel, wo er auch das Institut für Organische Chemie leitete.
1968 starb Grewe bei einem Autounfall.
Er leistete einen wichtigen Beitrag zur Erforschung des Vitamins B1, dessen Strukturformel von ihm korrigiert wurde.

## Schriften
- Über das antineuritische Vitamin. Göttingen, Grone 1935.
- Synthesen in der Morphinreihe. Hoppe-Seyler’s Zeitschrift für physiologische Chemie, 1940.